# Wohnhaus Johann-Heinrich-Voß-Straße 8

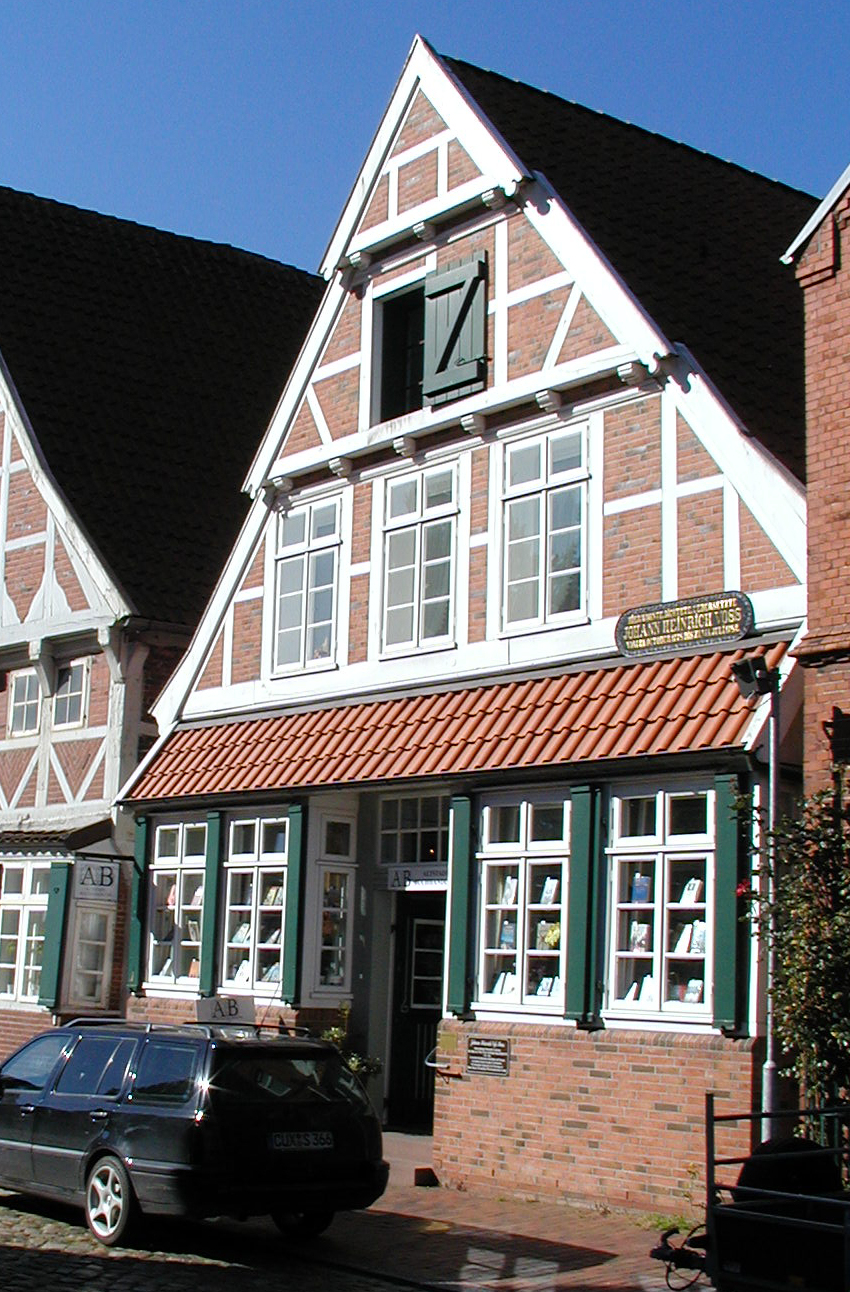
Ostfassade (2005)

Das Wohnhaus Johann-Heinrich-Voß-Straße 8 (Voßhaus) in der niedersächsischen Samtgemeinde Land Hadeln, Gemeinde Otterndorf, im Landkreis Cuxhaven, wurde im 18. Jahrhundert errichtet. Aktuell (2024) wird es als Museum und Wohnhaus genutzt.
Das Gebäude steht unter Denkmalschutz (siehe auch Liste der Baudenkmale in Otterndorf).

## Geschichte und Beschreibung
Otterndorf war der Hauptort des Landes Hadeln. 1400 erhielt er von Herzog Erich von Sachsen-Lauenburg das Stadtrecht. Die ehemalige Wurtsiedlung Otterndorf liegt um die Kirche herum an den Straßen Johann-Heinrich-Voß-Straße und Himmelreich. Sie besteht als Siedlungskern bereits seit dem Mittelalter. Ihre zumeist Fachwerkbauten aus dem 17. und 18. Jahrhundert sind in der Regel giebelständig und damit größtenteils zum ehemaligen Kirchhof ausgerichtet. Zur Wurtsiedlung gehören auch die Alte Lateinschule Otterndorf und das ehemalige Pfarrhaus der Severikirche sowie die Wohnhäuser Johann-Heinrich-Voß-Straße Nr. 2, Nr. 8, Nr. 10, Nr. 12 und Nr. 14.
Das eingeschossige giebelständige Gebäude in Fachwerk mit Steinausfachungen und mit ziegelgedecktem Satteldach wurde im ersten Drittel des 18. Jahrhunderts als Rektorhaus der Otterndorfer Lateinschule gebaut. Der östliche Giebel mit oberer Ladeluke kragt auf profilierten Knaggen zweifach vor. Zwei Utluchten am mittigen Eingang gliedern den Giebel. Hier wohnte der Dichter, Pädagoge und Übersetzer Johann Heinrich Voß (1751–1826), der hier von 1778 bis 1782 mit seiner Familie lebte. Nach Sanierung des Hauses im Jahr 1999 ist es auch das Johann-Heinrich-Voß-Literaturmuseum.
Der denkmalgeschützte Straßenraum mit Straßenpflasterung ist ein Bestandteil der Wurtsiedlung.
Das Landesdenkmalamt befand u. a.: „… repräsentiert einen in Otterndorf lange verbreiteten Haustyp des giebelständigen, eingeschossigen Fachwerkbaus …“
Voß war Rektor in Otterndorf. In dieser Zeii war er Übersetzte der  Ilias und der Odyssee von Homer.